# Hanaa Ben Abdesslem
Hanaa Ben Abdesslem (* 13. Oktober 1986 in Nabeul) ist ein in New York City lebendes tunesisches Model.

## Leben
Ben Abdesslem wuchs in Nabeul, an der Nordostküste Tunesiens auf. Nach einem Model Contest im Libanon, bei dem sie den zweiten Platz belegte, studierte sie zeitweise Maschinenbau. 
Nach einem weiteren Wettbewerb in Tunesien wurde sie von ihrer heutigen Managerin Sofie Galal und von Wolfgang Schwarz entdeckt. Ben Abdesslem begleitete Schwarz nach Österreich und wurde von ihm zum Model aufgebaut. 
Mitte 2010 wurde sie von der Vogue für ein Fotoshooting engagiert. Danach modelte sie unter anderem für die Designer Jean-Paul Gaultier, Karl Lagerfeld und Vivienne Westwood. Als erste arabische Frau wurde Ben Abdesslem von der französischen Kosmetikfirma Lancôme für weltweite Werbekampagnen engagiert. Des Weiteren produzierte sie Modestrecken für die Modemagazine Vogue und das New York Times Style Magazine.
Ben Abdesslem wurde 2012 von Steve McCurry für den Pirelli-Kalender fotografiert, dessen Konzept für diese Kalenderausgabe umgestellt wurde und keine Nacktaufnahmen enthält.